# José María Becana Sanahuja
José María Becana Sanahuja (7 de novembre de 1957, Fraga, Baix Cinca, Franja de Ponent) és senador per Osca al Senat espanyol. Llicenciat en geografia i història per la Universitat de Barcelona, tècnic de cultura a l'administració local, diputat a les Corts d'Aragó (1992-2004), diputat del Congrés dels Diputats d'Espanya del PSOE per Osca (2004-08) i Secretari General Provincial del PSOE d'Osca (2001-12). És vocal de la Comissió Executiva Regional del PSOE-Aragó, viceportaveu a la Comissió de Foment i Habitatge durant la VIII Legislatura al Congrés dels Diputats i President de la Comissió de Foment del Senat durant la IX Legislatura.